# Кучкі-Кольонія
Кучкі-Кольонія (пол. Kuczki-Kolonia) — село в Польщі, у гміні Гузд Радомського повіту Мазовецького воєводства.
Населення — 469 осіб (2011).
У 1975-1998 роках село належало до Радомського воєводства.

## Демографія
Демографічна структура станом на 31 березня 2011 року:
|          | Загалом | Допрацездатний вік | Працездатний вік | Постпрацездатний вік |
| -------- | ------- | ------------------ | ---------------- | -------------------- |
| Чоловіки | 228     | 62                 | 150              | 16                   |
| Жінки    | 241     | 62                 | 141              | 38                   |
| Разом    | 469     | 124                | 291              | 54                   |